# Status of Forces Agreement
Status of Forces Agreement (letteralmente "Accordo sullo Status delle Forze (Armate)", SOFA) è l'espressione inglese con cui si designa un'intesa giuridica tra un paese e uno Stato straniero che staziona forze armate in quel paese.

## Firmatari
Gli Stati Uniti schierano il più grande numero di militari in paesi stranieri: per tale ragione, detengono anche il maggior numero di SOFA. Il Regno Unito, la Francia, l'Australia, la Germania, l'Italia, la Russia, la Corea del Sud e molteplici altre nazioni schierano ugualmente truppe in paesi stranieri: anch'essi hanno firmato SOFA. Nel passato, l'Unione Sovietica aveva firmato SOFA con i suoi paesi satelliti.
La maggior parte dei SOFA firmati dagli Stati Uniti sono pubblici, gli altri sono classificati. Ad esempio, il Giappone ha firmato un SOFA nel 1960.

## Termini
Un SOFA è destinato a chiarire i termini in base ai quali le truppe di stanza possono intervenire e devono comportarsi. Le questioni relative alle operazioni militari, come la localizzazione delle basi e l'accesso ai servizi, sono coperti da intese separate.
Un SOFA si concentra più spesso sui problemi giuridici che circondano le attività del personale militare e dei suoi beni. Può prevedere i diritti di entrata e di uscita dal paese, le imposte dovute, i servizi postali o i contratti di lavoro per i nativi del paese ospite. Ciò nonostante, i punti più importanti di queste intese sono quelli che regolano le giurisdizioni civile e penale sulle basi militari.
Per le cause civili, un SOFA indica come i danni causati dalle truppe saranno indennizzati. Per le cause penali, gli indennizzi variano.
Per quanto riguarda i SOFA statunitensi, le corti di giustizia statunitensi sono le sole abilitate a giudicare i reati commessi da un soldato contro un altro dipendente dell'esercito o durante il suo servizio militare. Abitualmente, gli altri reati sono di competenza nazionale.

## Applicazione
L'applicazione dei SOFA è complicata dal fatto che parecchi paesi ospiti hanno sentimenti contraddittori verso le truppe straniere schierate sul loro territorio. Le domande di rinegoziazione dei SOFA sono spesso accompagnate da pretese di partenza delle truppe.
Ugualmente, esistono problemi che riguardano i costumi nazionali. Ad esempio, gli Stati Uniti e i paesi ospiti in genere si trovano d'accordo su ciò che costituisce un reato. Per contro, parecchi osservatori statunitensi della scena politica internazionale ritengono che parecchi paesi ospiti abbiano un sistema giudiziario che offre meno protezione agli accusati di quella offerta negli Stati Uniti. Inoltre, le corti di giustizia di questi paesi sarebbero più sensibili alla pressione popolare, che le inciterebbe a pronunciare un verdetto di colpevolezza verso gli imputati statunitensi. Infine, i militari americani che devono prestare servizio in un paese straniero non dovrebbero essere costretti ad abbandonare i diritti che sono loro offerti dalla Carta dei Diritti degli Stati Uniti d'America.
Per contro, gli osservatori dei paesi ospiti che non hanno una Dichiarazione dei Diritti equivalente, hanno spesso la sensazione che si tratti di scuse superficiali messe innanzi al fine di ottenere vantaggi. Essi affermano anche che questa politica estera ricorda fortemente le intese extraterritoriali pretese dai paesi occidentali all'epoca del colonialismo.
La Corea del Sud, un paese che accoglie truppe americane, sposerebbe questa posizione. D'altronde, questo paese staziona forze militari in Kirghizistan e ha negoziato un SOFA che conferisce alle sue truppe una totale immunità giudiziaria per qualsiasi reato. Pertanto, la sua popolazione chiede che il SOFA firmato con gli Stati Uniti sia riaperto, perché è dell'opinione che sia abusivo.
Secondo The Economist, negli anni 1950, i membri del personale militare americano commettevano in media, al mese, 30 reati passibili di carcere. Se le autorità giudiziarie dei paesi ospiti avessero giudicato questi soldati, la reputazione degli Stati Uniti ne avrebbe sofferto, il che spiegherebbe in parte il loro desiderio di controllare i tribunali che giudicano queste persone. Ugualmente, il SOFA firmato tra il Giappone e gli Stati Uniti porterebbe le forze di polizia giapponesi ad abusare dei diritti degli abitanti che vivono presso basi militari americane.